# Gibson SG
Pour les articles homonymes, voir SG.
 (août 2023).
Si vous disposez d'ouvrages ou d'articles de référence ou si vous connaissez des sites web de qualité traitant du thème abordé ici, merci de compléter l'article en donnant les références utiles à sa vérifiabilité et en les liant à la section « Notes et références ».
La Gibson SG est un modèle de guitare électrique de type « corps plein » (solid body), c'est-à-dire ne possédant pas de caisse de résonance, fabriqué par la firme américaine Gibson Guitar Corporation. Les initiales SG signifient Solid Guitar.
C'est en 1961 que la première version est sortie de l'usine de Kalamazoo sous le nom de « Gibson Les Paul SG ». À l'origine, cette guitare avait été conçue pour remplacer les modèles Les Paul existants. Son design original avec une double échancrure, pas tout à fait symétrique, aux pointes biseautées en forme de « cornes de Belzébuth », la finition rouge cerise (cherry finish) et sa maniabilité due à son poids réduit, en ont rapidement fait l'instrument de prédilection de beaucoup de guitaristes de style « Rock ». À sa sortie, le guitariste Les Paul n'apprécie pas du tout le design de cette guitare qui ne correspond pas à l'idée qu'il se fait d'une guitare. Son contrat le liant à Gibson arrivant à expiration n’est pas renouvelé, mais le design de cette guitare est conservé. Elle est finalement appelée « Gibson SG » (solid guitar) à partir de 1963.

## Construction
Depuis sa création, la SG est déclinée dans un certain nombre de variantes et subit quelques modifications, mais finalement assez peu. Cette section décrit les spécifications communes aux différents modèles avec en aparté quelques détails significatifs.
Le corps en acajou massif est plat, à l'instar des modèles Les Paul Junior ou Spécial, fabriqué dans une seule ou plusieurs pièces d'acajou assez minces. Les modèles pour droitiers présentent un chanfrein très prononcé sur le côté gauche et dans l'arrondi des échancrures, et plus discret sur la partie haute du côté droit. 
Le manche est aussi en acajou généralement d'une seule pièce (3 pièces collées entre 1970 et 1983), agrémenté d'éléments décoratifs sur la tête. Il est collé au corps selon la technique mortaise-tenon au niveau de la 19e case. Sur les premiers modèles la jonction est réalisée au niveau de la 22e case, ce qui confére à l'instrument un accès très facile aux dernières cases, mais crée une réelle fragilité compte tenu de la faible surface de collage. Le manche étant très fin (et étroit) au niveau du sillet de tête, il est modifié par l’ajout d’une volute de 1970 à 1981 afin de le renforcer, puis cette adaptation disparaît, n'apportant pas d'amélioration appréciable.
Ce manche des versions classiques a un profil particulier et réputé pour sa facilité de jeu. Il est pourvu d'une barre de réglage intégrée (appelée « truss rod » en anglais) servant à maintenir le manche rectiligne malgré la tension des cordes, dont l'accès se trouve sous une petite plaque vissée sur la tête du manche. La touche en palissandre ou en ébène sur les modèles « Custom », est bordée d'un filet (Binding) blanc-crème (hormis sur les versions junior et d'entrée de gamme). Elle est munie de vingt-deux frettes et de repères incrustés en plastique imitant la nacre. Le diapason est de 24¾ pouces.
L'accastillage est généralement identique à celui des Les Paul « traditionnelles ». Le modèle « Standard » est équipé d'un chevalet de type Tune-o-matic, permettant de régler l'action des cordes sur le manche et de faire un réglage très précis de la longueur vibrante de chaque corde (compensation) et d'un cordier de type Stop Bar, les deux étant fixés directement sur le corps de la guitare. Les mécaniques, disposées en deux rangées de trois de chaque côté de la tête du manche, sont du type Kluson ou Grover selon le modèle, avec des boutons caractéristiques en forme de « tulipe ».

## Micros et électronique
De nombreux modèles de SG ont été fabriqués, et différentes configurations de micros ont été proposées, le plus souvent des humbuckers, au nombre de deux ou trois (un seul sur certaines séries spéciales récentes), et certains modèles, dont les versions junior et spécial reçoivent respectivement un et deux micros de type P-90. Quelques modèles, souvent éphémères, sont équipés de mini-humbuckers, ou de micros single coil à bobinage étroit (de style "stratocaster").
Les micros sont à l'origine fixés par l'intermédiaire de « contours de micros » en plastique noir, vissés sur le corps. À partir de 1966 Gibson adopte un système de fixation sensiblement différent en utilisant une large plaque (scratchplate) vissée sur le corps selon un principe initialement développé par la marque Fender. Cette plaque qui englobe aussi l'espace où est fixé le Tune-o-matic sert à la fois de support de micros, de cache pour le circuit électrique, et de plaque de protection pickguard. Sur les modèles antérieurs à 1966, le pickguard de petite taille vissé sur le corps ne passe pas sous les cordes et on peut noter la présence d'une autre petite plaquette fixée entre le « micro manche » et l'extrémité de la touche, qui cache la jonction corps-manche.
Sur les versions standard à deux micros, un sélecteur (switch) à trois positions, permettant de choisir l'un ou l'autre micro ou les deux en parallèle, se trouve positionné près des quatre potentiomètres rotatifs — un de volume et un de tonalité grave/aigu pour chaque micro — dans la partie inférieure droite du corps. Le circuit électrique est réalisé de sorte qu'en position intermédiaire (deux micros ensemble), si l'un des potentiomètres de volume est placé sur 0, les deux micros sont coupés, ce qui permet de couper le son rapidement en cas de besoin.
Sur la plupart des modèles, on accède au logement des potentiomètres et du câblage, en enlevant la plaque qui masque la cavité prévue à cet effet au dos de la guitare. La sortie, une prise Jack fixée sur le dessus du corps, est située à proximité des boutons de réglage.
Comme la plupart des instruments Gibson, la finition des guitares SG est faite avec un vernis nitrocellulosique appliqué en plusieurs couches, la dernière étant polie.

## Historique
À la fin des années 1950, les ventes de Gibson dans le segment des guitares solid body ne sont pas satisfaisantes. La firme du Michigan avec sa gamme Les Paul n'arrive pas à juguler la progression de son concurrent Fender. Ted McCarty a bien essayé, en 1958, de lancer une gamme de nouvelles guitares avec les modèles Flying V, Explorer et Moderne, cette dernière n'ayant pas dépassé le stade de prototype, mais ces guitares, manifestement trop futuristes, n'ont aucun succès commercial.
Le problème est « simple », il faut créer une guitare pour remplacer la Les Paul. Sa remplaçante doit être moins lourde, plus « confortable », d'un coût de production moins élevé tout en gardant un air de lutherie de qualité, avoir une ligne moderne, un tantinet subversive, pour atteindre la clientèle jeune de la vague naissante des groupes pop rock.
Lorsque Gibson présente cette nouvelle « Les Paul » au guitariste éponyme, ce dernier n'apprécie pas du tout le design. Il aurait dit dans un entretien avec Tom Wheeler, le journaliste spécialisé dans la musique ; « On pourrait se tuer avec des cornes aiguisées de la sorte ». Cela crée un différend sérieux entre lui et Gibson car il souhaite que son nom soit retiré de ces guitares.
L'affaire n’est pas réglée immédiatement. Le contrat liant pour dix ans Les Paul à Gibson doit expirer en 1963. En 1961 lorsque les premiers modèles sont commercialisés, le nom du guitariste est gravé sur la plaque couvrant la barre de réglage, puis en 1962, de façon plus discrète, sur la plaquette à la base de la touche. Finalement c'est en 1963 que Gibson cesse de faire figurer le nom Les Paul. Il faut préciser qu'à ce moment-là, la popularité du guitariste est nettement sur le déclin, et que Les Paul se sépare de Mary Ford, avec en perspective des problèmes de royalties.
Dès 1961, Gibson lance sur le marché une gamme comprenant le modèle Standard, le modèle Custom et une basse EB3, et ceci avec différentes options concernant le nombre de micros et la présence ou non d'un vibrato. Par la suite au fil des années, la gamme SG n'ayant jamais cessé d'être produite, Gibson commercialise un grand nombre de modèles ayant leurs propres caractéristiques mais jamais très éloignés des modèles d'origine.

## Principaux modèles et variantes

### SG Les Paul Standard (1961/1971)
Le premier modèle de 1961 est équipée de deux micros Humbuckers estampillés « P.A.F. » (pour Patent Applied For, qu'on peut traduire par « Brevet déposé ») jusqu'en 1962, et d'un petit pickguard remplacé dès 1967 par un large pickguard vissé qui fait également office de support de micros. La touche, en palissandre et munie de repères trapézoïdaux, est bordée d'un filet (Binding). Le vibrato est de type Maestro à action latérale jusqu'en 1962, puis de type Vibrola à partir de 1963. L'accastillage est nickelé. La finition de série est rouge transparent « Cherry » jusqu'en 1966, rouge sombre « Dark Cherry » à partir de 1967, et brune « Walnut » (noyer en anglais), à partir de 1969, bien que l'on puisse trouver d'autres finitions, comme le bleu métallisé « Pelham Blue ».

### SG Deluxe
Fabriquée de 1971 jusqu'en 1972, cette version reprend les caractéristiques d'une SG Standard. Cependant, le large pickguard est remplacé par un pickguard de Les Paul, le vibrato Vibrola est remplacé par le Bigsby, et des mécaniques Spetzel sont montées à la place des traditionnelles Kluson. De plus, les potentiomètres sont désormais vissés à une plaque de plastique (pour des raisons de coûts), avec le sélecteur de micros et l'entrée jack. La touche en palissandre est munie de repères rectangulaires (Block inlays), le manche possède une volute. L'accastillage est chromé et la finition de série est brune « Walnut » rouge « Cherry » ou naturelle (« Natural »).

### SG Standard (1973/Présent)
Jusqu'en 2012, cette version reprend les caractéristiques d'une SG Standard de 1967, avec un accastillage chromé, et le vibrato Vibrola est remplacé par un cordier de type « Stop Bar ». La finition de série est rouge « Heritage Cherry » ou noire « Ebony ». Les deux micros sont toujours des Humbuckers.
Depuis 2013, le modèle standard est à nouveau proposé muni du "petit" pickguard et de micros Classic 57' (avec aimants en alnico II). En 2014, elle est équipée de l'accordeur min-etune (qui disparaît assez rapidement par manque de succès). Les modèles 2014 seulement arborent une 12e frette «120th Anniversary».

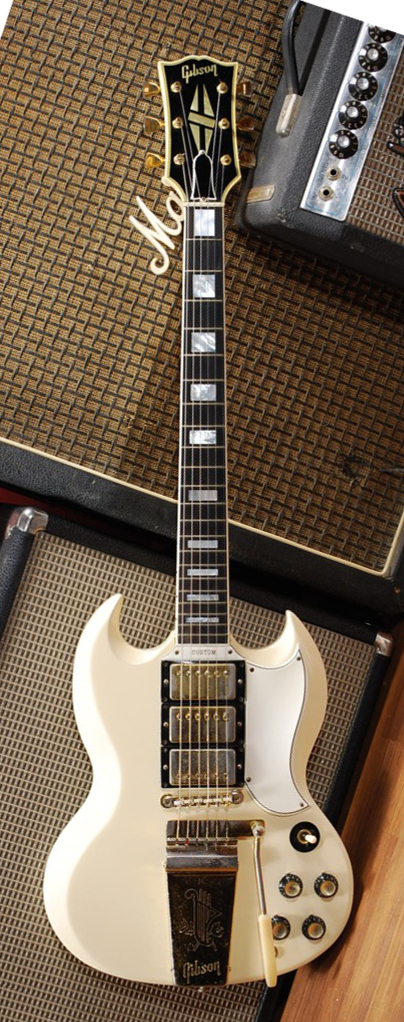
SG Custom 1963

### SG Les Paul Custom
Le premier modèle de 1961 est muni de trois micros Humbuckers estampillés « P.A.F. » jusqu'en 1962, et d'un petit pickguard blanc. Comme sur le modèle standard, le vibrato est de type Maestro (jusqu'en 1962) et Vibrola à partir de 1963. L'accastillage est doré et la finition de série est blanche opaque « Classic White », rouge « Faded Cherry », noire « Ebony », bleu métallisé « Pelham Blue », ou brune « Walnut » à partir de 1970. Les autres différences par rapport au modèle standard sont les suivantes : la tête reçoit des filets multiples (comme c'est le cas en général sur les modèles dits ''Custom" chez Gibson), la touche est en ébène avec des repères rectangulaires (Block inlays), les pièces métalliques sont dorées, et les mécaniques sont des Grovers rotomatics. La mention « Les Paul », inscrite sur la plaque à la base de la touche, disparaît en 1963.

### SG Special
Le premier modèle de 1961 est muni de deux micros simples bobinages P-90, et d'un petit pickguard remplacé dès 1967 par un large pickguard vissé qui fait également office de support de micros. Sa touche, en palissandre et équipée de repères en points (« Dots »), est bordé d'un filet (« Binding »). L'accastillage est nickelé, la finition de série est blanc crème (« Cream ») ou rouge « Cherry Red », et elle pouvait être équipée d'un vibrato Maestro Vibrola à action verticale simplifié.

### SG Pro
Fabriquée de 1971 jusqu'en 1972, cette version reprend les caractéristiques d'une SG Special. Cependant, le large pickguard est remplacé par un pickguard de Les Paul, le vibrato Vibrola fut changé pour vibrato Bigsby, et des mécaniques Sperzel furent montées à la place des traditionnelles Kluson. Le manche possède une volute. L'accastillage est chromé et la finition de série est brune « Walnut », rouge « Cherry » ou naturelle (« Natural »).

### SG Les Paul Junior
Le premier modèle de 1961 est muni d'un seul micro simple bobinage P-90, et d'un petit pickguard remplacé dès 1967 par un large pickguard vissé qui fait également office de support de micros. Sa touche, en palissandre et équipée de repères en points (« Dots »), n'est pas bordée d'un filet. L'accastillage est nickelé, la finition de série est rouge « Cherry Red », et elle pouvait être équipée d'un vibrato Maestro Vibrola à action verticale simplifié. De 1961 jusqu'en 1963, l'inscription « Les Paul » est présente sur la tête de la guitare. 

### SGJ
Introduite en 2013, le premier modèle est muni de deux micros Humbuckers série 490 de Gibson. D'une caisse en acajou, d'un manche collé (Set-Neck) 24 cases profil 50's en érable et d'une touche en palissandre. Du vernis semi-brillant d'aspect usé, des pièces décoratives simplifiées et des repères en points (« Dots ») ont permis à cet instrument d'être plus abordable. La finition de série est rouge « Cherry », chocolat « Chocolate », brun vintage « Hand-Rubbed Vintage Burst », ou blanc transparent « Hand-Rubbed Transparent White ». 

### SG TV
C'est une SG Junior, mais dont la finition est Blanc crème (« Cream »), et dont l'inscription « Les Paul » est absente de la tête. Elle fut nommée SG TV, car à l'époque, sa couleur ressortait mieux sur les écrans de télévision, alors en noir et blanc. 

### SG Melody Maker
À partir de 1966 la Melody Maker est commercialisée avec une forme de SG, équipée avec un, deux ou trois micros single coil, un large pickguard et en option un vibrato Vibrola simplifié à action verticale. Elle est produite en trois coloris, en rouge « Fire Engine Red », en bleu métallisé « Pelham Blue » et en marron « Walnut » à partir de 1970.

### SG Classic
Cette version reprend les caractéristiques d'une SG Special de 1967, mais elle est équipée de deux micros P-90 ainsi que d'un chevalet de type « Tune-o-matic » et un cordier de type « Stop Bar », au lieu d'un simple cordier de type « Wraparound ».

### SG '61 Reissue
Cette version reprend les caractéristiques d'une SG Standard de 1961 (notamment l'accès aux aigus amélioré). Elle est équipée d'un petit pickguard, et de deux Humbuckers, un Classic 57 et un Classic 57+. L'accastillage est nickelé, la finition de série est rouge « Heritage Cherry » ou blanc « Classic White », et elle peut être équipée d'un vibrato Vibrola. Elle reçoit le procédé de finition V.O.S (Vintage Original Specs), ce qui signifie qu'elle est vieillie artificiellement. 

### SG-3
Sortie en 2007, cette version est équipée de trois Humbuckers (un Classic 57 et deux Classic 57+), d'un sélecteur rotatif à six positions et d'un seul bouton de tonalité et de volume. Son accastillage est doré, et elle est produite en deux coloris, noir « Ebony » ou rouge « Cherry Red ». 

### SG-R1 SG Artist
En 1980, Gibson propose la SG-R1, une guitare dotée d'une électronique « active ». Le corps est en acajou massif, elle ne possède pas de pickguard, les boutons de réglage sont transparents, et elle est équipée d'un sélecteur pour activer ou non le « booster » du « micro chevalet » (Treble). La finition de série est noire « Ebony ». En 1981 la SG-R1 a été renommée « SG Artist ». Ce modèle a été produit en très petite quantité.

### Variantes
Il existe de nombreuses variations sur le thème de la SG qui ont été ou sont commercialisées par Gibson. On peut notamment citer les modèles SG Custom Reissue, SG Pete Townshend Signature, SG Supreme, SG Menace, SG Gothic, SG Special New Century, SG GT, SG Select, SG Goddess, et SG Special 60's.
- En 2005, Gibson sort la Gibson Sg Raw Power, modèle constitué exclusivement d'érable (corps + manche + touche) disponible en plusieurs coloris satinés dont Natural Aquamarine, Natural, Satin Blue Platinum, Olive Green, Satin White, Satin Trans Ebony, Satin Gold, Satin Silver et Satin Yellow. La Gibson Sg Raw Power est équipée de deux Humbuckers 57'classic, et d'un accastillage chromé. Ce modèle n'est actuellement plus fabriqué.

- En 2009, Gibson sort la Gibson SG Zoot Suit, modèle très particulier, notamment par sa configuration de micros (500T et 496R) et sa touche en ébène, mais surtout par son manche et son corps en multiplis de bouleau, chaque couche étant teintée dans la masse avant d'être assemblée. Ce modèle n'est plus fabriqué depuis 2010.

- La SG Angus Young Signature, guitare à l'effigie du légendaire guitariste d'AC/DC, est sortie en quatre modèles différents :Angus Young et son model SG signature

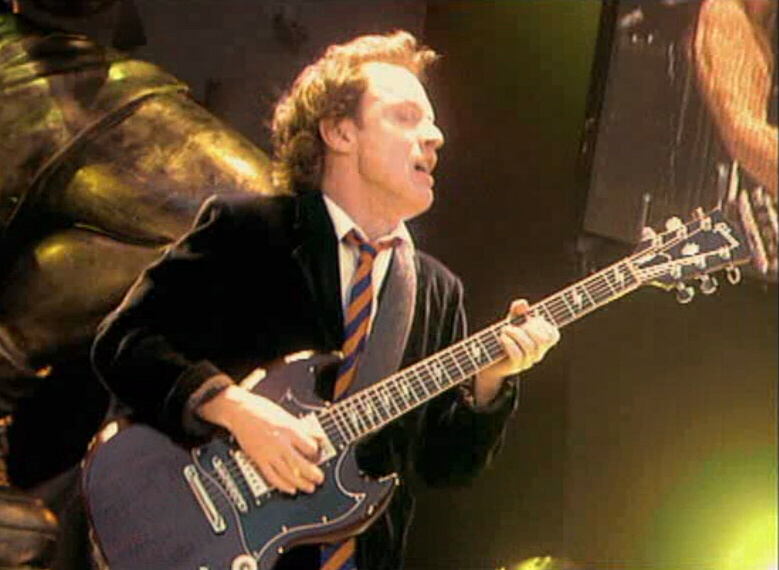
Angus Young et son model SG signature

  - Un premier modèle Gibson USA (2000) : une SG de couleur rouge « Aged Cherry » avec un diable dessiné sur la tête, équipée d'une large plaque, d'un vibrato Vibrola gravé au nom de l'artiste, et de deux Humbuckers : un Classic 57 et un Angus Young Signature. Cette guitare s'inspire des SG utilisées par Angus dans les années 1970.
  - Un second modèle Gibson USA (2010) : une SG de couleur noire « Antique Ebony », équipée d'un petit pickguard, d'une touche en ébène avec des repères en forme d'éclairs, un truss-rod cover portant la signature de l'artiste, et de deux Humbuckers, un Classic 57 et un Angus Young Signature.
  - Un premier modèle Gibson Custom Shop (2010) : une SG équipée d'un petit pickguard, d'une touche en ébène avec des repères en forme d'éclairs, d'un truss-rod cover portant la signature de l'artiste, et de deux micros Humbuckers, Seymour Duncan Pearly Gate (modifiés). Elle a été vieillie artificiellement par les luthiers du Custom Shop, afin d'obtenir le rendu V.O.S. (Vintage Original Specs). Cette guitare est la réplique de la SG Standard qu'Angus Young utilise actuellement, elle fut produite à 200 exemplaires dans le monde.
  - Un second modèle Gibson Custom Shop (2010) : cette guitare ne présente pas de différences avec le modèle ci-dessus, excepté le fait que ce modèle a été « usé » par les luthiers du Custom Shop pour la rendre « Aged » (« vieillie »), puis signé par Angus Young lui-même. Gibson n'a produit cette guitare qu'à cinquante exemplaires dans le monde.

- En 2011, à l'occasion du cinquantième anniversaire de la SG, Gibson commercialise plusieurs modèles collectors dont une SG Standard Ebony possédant 24 Frettes, une SG Standard à 12 cordes, une SG Robby Krieger Signature et une SG Pete Townshend Signature.
- En 2013, Gibson sort la « Frank Zappa Roxy SG », copie de la Gibson SG jouée par Frank Zappa dans les années 1960 et 1970, Roxy étant une référence au célèbre concert donné en décembre 1973 au Roxy de Los Angeles, donnant lieu à de nombreux albums et à un film.  Elle est constituée d'un corps et d'un manche en acajou[2], ceux-ci étant les préférés de Zappa.
- Les modèles EMS-1235, EBS-1250, et EDS-1275, munis de deux manches, produits en petites quantités, voire sur commande, ont un corps qui s'inspire de celui de la SG depuis le milieu des années 1960.

## Musiciens célèbres ayant joué sur une SG
- Duane Allman (Allman Brothers)
- Matthew Bellamy (Muse)
- Louis Bertignac (Téléphone)
- Grace Bowers
- John Cipollina (Quicksilver Messenger Service)
- Eric Clapton (Cream)
- Madjid Fahem (Radio Bemba)
- Jerry Garcia (Grateful Dead)
- Dominique Gaumont
- Jean-Jacques Goldman
- Frank Hannon (Tesla)
- George Harrison (The Beatles)
- Jimi Hendrix (The Jimi Hendrix Experience)
- Greg Hetson (Bad Religion)
- Allan Holdsworth (Soft machine)
- Tony Iommi (Black Sabbath)
- Daniel Johns (Silverchair)
- Eric Johnson
- Tom Kaulitz (Tokio Hotel)
- Donald Kinsey
- Mark Knopfler (Dire Straits)
- Robby Krieger (The Doors)
- Alex Lifeson (Rush)
- Nicola Sirkis (Indochine)
- Jared Leto (Thirty Seconds to Mars)
- Ian MacKaye (Fugazi)
- Daron Malakian (System of a Down)
- Frank Marino (Mahogany Rush)
- Brian Molko (Placebo)
- Chino Moreno (Deftones)
- Mike Ness (Social Distortion)
- Joel O'Keeffe (Airbourne)
- Mike Oldfield
- Jimmy Page (Led Zeppelin)
- Michael Poulsen (Volbeat)
- Elvis Presley
- Gary Rossington (Lynyrd Skynyrd)
- Todd Rundgren
- Carlos Santana
- Mike Shinoda (Linkin Park)
- Adrian Smith (Iron Maiden)
- Robert Smith (The Cure) (Kissing Tour 1987)
- Chris Spedding
- Andrew Stockdale (Wolfmother)
- Patrick Stump (Fall Out boy)
- Bernard Sumner (Joy Division / New Order)
- Mick Taylor (The Rolling Stones)
- Glenn Tipton
- Pete Townshend (The Who)
- Derek Trucks
- Deryck Whibley (Sum 41)
- Zakk Wylde (Ozzy Osbourne)
- Angus Young (AC/DC)
- Frank Zappa
- Terry Kath
- Zim-Zum (Marilyn Manson)